# بازیابی داده‌ها

## بازیابی داده‌ها

### بازیابی داده‌ها
با افزایش روز افزون حجم اطلاعات ذخیره شده در منابع قابل دسترس و گوناگون، فرایند بازیابی و استخراج اطلاعات اهمیت ویژه‌ای یافته‌است. اطلاعات مورد نظر ممکن است شامل هر نوع منبعی مانند متن،تصویر،صوتو ویدئو  باشد. بر خلاف پایگاه داده‌ها، اطلاعات ذخیره شده در منابع اطلاعاتی بزرگ مانندوبو زیرمجموعه‌های آن مانند شبکه‌های اجتماعی از ساختار مشخصی پیروی نمی‌کنند و عموماً دارای معانی تعریف شده و مشخصی نیستند. هدف بازیابی اطلاعات در چنین شرایطی، کمک به کاربر برای یافتن اطلاعات مورد نظر در انبوهی از اطلاعات ساختارنایافته‌است. جستجوگرهای گوگل، یاهو و بینگ سه نمونه از پراستفاده‌ترین سیستم‌های بازیابی اطلاعات هستند که به کاربران برای بازیابی اطلاعات متنی، تصویری، ویدئویی و غیره کمک می‌کنند.
مدلسازی مفهومی اطلاعات،  یکی از فنون تجزیه و تحلیل و تشریح اطلاعات مورد نیاز کاربران سیستم است. در تجزیه و تحلیل اطلاعات باید ذهن خود را بر شناخت مفهومی اطلاعات متمرکز ساخت. در تشریح ماهیت اطلاعات باید از جملات موجز،  دقیق و خوانا استفاده کرد. از آنجایی که تشریح اطلاعات،  راهنمای طراحی پایگاه اطلاعاتی به‌شمار می‌آید باید برای کاربران،  برنامه نویسان و سایر متخصصان فنی خوانا باشد. زیرا راهنمای طراحی پایگاه اطلاعاتی به‌شمار می‌آید. از آنجایی که هر سیستم کاربران متعددی دارد و آنان نیز از داده و بازداده‌های گوناگون استفاده می‌کنند و همچنین تحلیلگر معمولاً با سیستم آشنا نیست و ضمن تجزیه و تحلیل و تشریح با آن آشنا می‌شود تشریح اطلاعات برای سیستم دشوار است. تشریح اطلاعات برای پاسخگویی به نیازهای «فرایند سیستم» باید به صورت تفضیلی صورت پذیرد و در عین حال از کلیتی برخوردار باشد که به تشکیل یک پایگاه اطلاعاتی منجر شود و نیازهای کلی سازمان را در بعد اطلاعات برآورده سازد. و چون تا این مرحله به اندازه کافی کار طراحی آسان شده‌است تحلیلگر باید تشریح اطلاعات را در محدوده زمانی و بودجه‌ای پروژه مکتوب نماید. اکنون این پرسش ممکن است مطرح شود که چرا «نمودار جریان اطلاعات» شرح کاملی از اطلاعات ارائه نمی‌دهد؟ پاسخ این است که نمودار جریان اطلاعات تنها چگونگی بکارگیری اطلاعات در فرایندهای سیستم را نشان می‌دهد و روابط مورد نیاز میان موجودیتهای سازمان را به نمایش نمی‌گذارد. بدین ترتیب پایگاه اطلاعاتی مبتنی بر یک نمودار جریان اطلاعات نمی‌تواند از شاخص روانی سازمانی برخوردار باشد. از سوی دیگر،  مدل مفهومی اطلاعات،  تحلیلگر را تشویق می‌نماید تا تحلیل اطلاعات را بر مبنای نیازهای سازمان و از دید کاربرای یا نحوه تجسم ذهنی آنان قرار دهد. شرح تفصیلی نیازهای اطلاعاتی سیستم مانند بازداده‌ها و غیره بعداً به مدل افزوده خواهد شد. از انجایی که مدل مفهومی،  اطلاعات را از دید سازمان تشریح می‌کند نه از دید فرایندهای تفصیلی سیستم بنابراین پایگاه اطلاعاتی حاصل از آن با نیازهای اطلاعاتی سازمان قابلیت انطباق بیشتری خواهد داشت. تشریح اطلاعات با استفاده از مدل مفهومی مستلزم موارد زیر است: ۱- مجموعه‌ای از ساخته‌ها (موجودیت،  رابطه،  صفت،  نشانگر،  وابستگی) برای تعریف اطلاعات. ۲- قوانینی برای کنترل چگونگی ترسیم ساخته‌ها در شکل‌دهی مدل. ۳- روشی برای ساختن مدل مفهومی اطلاعات با استفاده از ساخته‌ها،  و قوانین برای نمایش ساخته‌ها،  قوانین و روش ساختن مدل مفهومی اطلاعات.
نخستین گام در بازیابی اطلاعات، مدل‌سازی اطلاعات و توصیف و تعریف ارتباط موجود میان اجزاء منبع اطلاعاتی با نیازهای اطلاعاتی کاربر است. سه مدل مهم در حوزه بازیابی اطلاعات عبارت است از:
- مدل دودویی (یا دوگانی): در مدل دودویی (یا دوگانی) هر سند (document) به صورت کیفی پر از کلمات (bag of words) در نظر گرفته می‌شود.
- مدل بُرداری: در مدل بُرداری، هر سند به صورت برداری از کلمات در یک فضای برداری چند بُعدی در نظر گرفته می‌شود که ابعاد آن را کلمات تشکیل می‌دهند. مؤلفه‌های این بردار سند، در واقع وزن‌هایی هستند که نشان می‌دهند هر یک از کلمات چقدر در متمایز کردن آن سند دخیل هستند.
- مدل احتمالاتی: در مدل احتمالاتی، به هر سند احتمالی  اختصاص داده می‌شود که مربوط بودن آن مستند را به نیاز کاربر به صورت احتمال بین صفر و یک بیان می‌کند.

#### تعیین میزان ربط هر سند به نیاز اطلاعاتی کاربر
بعد از تعریف مدل، سیستم آماده دریافت نیاز اطلاعاتی کاربر است. معمولاً کاربران نیاز اطلاعاتی خود را در قالب یک «پُرسه» برای سیستم بیان می‌کند که معمولاً شامل چندین کلمات یا عبارات است. سیستم سپس بر اساس مدلی که اطلاعات بر اساس آن تعریف شده‌اند، میزان ربط هر سند را با پُرسه کاربر محاسبه می‌کند، و سندهایی را که از همه باربط تر تشخیص داده شده‌اند به عنوان نتیجه بازیابی باز می‌گرداند.

#### مدل دودویی
در مدل دودویی، نیاز اطلاعاتی کاربر به صورت عبارتی منطقی با عملگرهای AND و OR و NOT بیان می‌شود و هر سندی که این عبارت در مورد آن صحیح باشد بازیابی می‌شود. مثلاً اگر نیاز اطلاعاتی به صورت Iran AND Oil بیان شود، تمامی اسنادی که هردو کلمه Iran و Oil را دربردارند به کاربر نمایش داده می‌شوند. در مدل دودویی سند یا باربط است یا نیست، و هیچ معیاری برای سنجش میزان (درجه) ربط وجود ندارد. مثلاً دو سند را در نظر بگیرید که یکی تماماً دربارهٔ ایران و نفت بحث می‌کند، و دیگری در مورد اقتصاد جهانی صحبت می‌کند و فقط از نام ایران و نفت به عنوان مثالی در یک جمله استفاده کرده‌است. سیستمی که از مدل دودویی استفاده کرده تفاوتی بین این دو سند قائل نخواهد شد. در صورتی‌که در واقع سند اول بیشتر به نیاز کاربر مربوط است.

#### مدل بُرداری
در مدل برداری، برای سنجش میزان ربط اسناد و نیاز اطلاعاتی کاربر، سیستم اسناد موجود و پُرسه کاربر را در فضای چند بعدی مدل‌سازی می‌کند. در نتیجه برای سنجش میزان شباهت میان بُردار پُرسه و بردار هر سند می‌توان از زاویه‌ای که این دو بردارها با هم می‌سازند استفاده کرد. اسنادی که بردارشان با بردار پرسه کاربر زاویه کوچکتری می‌سازد بیشتر با نیاز اطلاعاتی کاربر هم جهت هستند و در نتیجه مرتبط‌تر خواهند بود. برتری این مدل این است که به سیستم امکان درجه‌بندی میزان ارتباط اسناد با پرسه را می‌دهد.

#### مدل احتمالاتی
این مدل نخستین بار توسط استیو رابرتسن و کارن اسپارک جونز در سال‌های ۱۹۷۰ معرفی شد. این مدل به لحاظ اینکه مدارک و پرسش‌ها را به صورت بردار عرضه می‌کند شبیه مدل‌برداری است، اما به جای بازیابی مدارک براساس میزان مشابهت با پرسش، مدارک را براساس احتمال ارتباطشان با پرسش بازیابی می‌کند. احتمال ربط مدرکی خاص به پرسش را می‌توان با جمع اوزان ربط اصطلاحات آن مدرک، یعنی برآورد احتمال ظهور اصطلاحات موجود در پرسش و در مدرک مرتبط، و نه در مدرک غیرمرتبط، محاسبه کرد. در مدل بازیابی کلاسیک احتمالی، این احتمالات اصطلاح از طریق مجموعه‌ای نمونه از مدارک و پرسش‌ها همراه با قضاوت مرتبط مربوط به آن تخمین زده می‌شود. با وجود این، اجرای فرایند تخمین به صورت عملیاتی مشکل است، زیرا جمع‌آوری داده‌های ربط لازم قبل از جستجوی واقعی عملاً غیرممکن است. در نتیجه، برای تخمین احتمال اصطلاح، معمولاً، در این مدل از بازخورد ربط استفاده می‌کنند.
در مدل احتمالاتی هم به ازای هر نیاز اطلاعاتی، تمامی اسناد بر اساس احتمال این که با نیاز اطلاعاتی مرتبط باشد مرتب می‌شوند و لیست اسناد در نهایت به صورت درجه‌بندی شده (مانند مدل برداری) به کاربر نمایش داده می‌شود، به نحوی که اولین سندی که کاربر می‌بیند از همه بیشتر احتمال دارد که به نیاز او ربط داشته باشد.

#### تفاوت بازیابی داده و بازیابی اطلاعات
بین بازیابی اطلاعات و بازیابی داده تفاوت‌های زیادی وجود دارد. داده‌ها ابهام ندارند، اما اطلاعات نیاز به تفسیر دارد و در نتیجه مبهم می‌شوند. سیستمی که برای بازیابی داده طراحی شده نیازی به رفع این ابهام‌ها ندارد، اما در سیستم بازیابی اطلاعات باید هر چه بهتر اطلاعات را مدل کرد تا ابهام در درک اطلاعات توسط سیستم کمتر شوند. به همین علت بر خلاف سیستم‌های بازیابی داده که در آن کارایی سیستم  از نظر سرعت و فضا به عنوان معیار ارزیابی در نظر گرفته می‌شود، در سیستم‌های بازیابی اطلاعات، معیار دقت (precision) و بازخوانی (recall) و معیارهایی شبیه به آن‌ها به عنوان معیارهای اصلی ارزیابی به کار می‌روند.

#### معیارهای ارزیابی
معیار دقت: به حاصل تقسیم «تعداد مستندات بازیابی شده واقعاً باربط» بر «تعداد کل مستندات بازیابی شده» گفته می‌شود.
معیار بازخوانی: به حاصل تقسیم «تعداد مستندات بازیابی شده باربط» بر «تعداد کل مستندات باربطی که در مجموعه اطلاعاتی موجود بوده‌است» گفته می‌شود.